# アレクサンドル・ボロディン
アレクサンドル・ポルフィーリエヴィチ・ボロディン（Alexander Porfiryevich Borodin, Алекса́ндр Порфи́рьевич Бороди́н  発音, 1833年10月31日（ユリウス暦）/11月12日（グレゴリオ暦） - 1887年2月15日/2月27日）は、帝政ロシアの作曲家、化学者、医師。ロシア音楽の作曲に打込んだ「ロシア5人組」の一人である。

## 生涯
サンクトペテルブルクにて、グルジアのイメレティ州タヴァディ出身の貴族であるルカ・ステパノヴィチ・ゲデヴァニシヴィリ（ロシア名ゲディアノフ、62歳）と既婚のロシア人女性エヴドキヤ・コンスタンチノヴナ・アントノヴァ（25歳）の非嫡出子として生まれる。
ゲデヴァニシヴィリはボロディンを実子として戸籍登録せず、ロシア人農奴の一人ポルフィーリ・ボロディンの息子として登録した。しかしボロディンは、ピアノの稽古を含めてすぐれた教育を受け、化学を専攻した。転じて、サンクトペテルブルク大学の医学部に入る。最優秀で卒業後、陸軍病院に勤務、24歳の時に医学の会議の出席のためにヨーロッパに長期出張した。この頃、ムソルグスキーと知り合い、シューマンの曲を紹介され、興味を持つ。ピサ大学では臭化ナトリウムを用いた有機窒素の定量法を発見した。26歳の時、ハイデルベルク大学（化学）入学。元素理論を確立したメンデレーエフと知り合う。卒業後はサンクトペテルブルク大学医学部生化学の助教授、教授と進み、生涯有機化学の研究家として多大な業績を残した。
作曲は1863年にミリイ・バラキレフと出会うまで正式に学んだことがなかった。1869年にバラキレフの指揮によって『交響曲第1番 変ホ長調』が公開初演され、同年ボロディンは『交響曲第2番 ロ短調』に着手する。この新作交響曲は、初演時には失敗したが、1880年にフランツ・リストがヴァイマルでドイツ初演の手筈を整え、ボロディンの名をロシアの外に広めた。
やはり1869年には、オペラ『イーゴリ公』に着手、これはボロディンの最も重要な作品とみなされている。しばしば単独で演奏され、おそらく最も有名な作品となっている「ポロヴェツ人の踊り（だったん人の踊り）」と「ポロヴェツ人の行進（だったん人の行進）」は、『イーゴリ公』からの曲である。ボロディンは本職や公務に忙殺されて、生前この作品を完成できなかったため、没後にニコライ・リムスキー＝コルサコフとアレクサンドル・グラズノフにより補筆と改訂が進められた。
1887年に急死した。謝肉祭の週間に、数人の友人を呼んで上機嫌に歌って踊って楽しんでいたが、突然ひどく青ざめて卒倒したのである（動脈瘤の破裂だった）。サンクトペテルブルクのアレクサンドル・ネフスキー大修道院のチフヴィン墓地に葬られている。
化学者としては、「ボロディン反応」（ハロゲン化アルキルの合成法で、「ハンスディーカー反応」の別名）に名を残している。また、求核付加反応のひとつであるアルドール反応を発見したとされる。

## 作風と影響
ボロディンは、作曲家としてその道に秀でていたにもかかわらず、いつも化学者として収入を得ており、化学の世界においては、とりわけアルデヒドに関する研究によって、非常に尊敬されていた。結果的に「日曜作曲家」を自称することになり、同時代人ほど多作家ではなかったものの、2つの交響曲や交響詩『中央アジアの草原にて』、抒情美をたたえて人気の高い「夜想曲」で有名な『弦楽四重奏曲第2番 ニ長調』はますます盛んに演奏されている。一握りの歌曲とピアノ曲も残され、なかでもピアノ曲『スケルツォ 変イ長調』は、セルゲイ・ラフマニノフが演奏を録音に残している。ボロディンは『交響曲第3番 イ短調』にも着手したが、完成できずに世を去り、後にアレクサンドル・グラズノフによって「完成」された（ただし、どの部分がオリジナルでどの部分が補筆か不明確な部分が多いため、この作品はボロディンの真作として扱われない傾向にある）。近年では、未完成の『チェロソナタ ロ短調』など、初期の室内楽曲も見直されつつある。
ボロディンの作品は、力強い叙事詩的性格と豊かな和声が特色である。名高い「ロシア5人組」の同人として、ロシア的な要素は否定すべくもない。情熱的な音楽表現や比類のない和声法は、クロード・ドビュッシーやモーリス・ラヴェルといったフランスの作曲家にも影響を与えた。また、同世代のロシア人作曲家の中では、自然にポリフォニーを扱う能力でも際立っている。交響曲や弦楽四重奏曲のスケルツォ楽章は、ボロディンがフェリックス・メンデルスゾーンの作風を熟知していたことをうかがわせる。また、第1主題と第2主題との間に明確な対照性を与えず、それらに関連した要素を配置していく手法は、後の時代のジャン・シベリウスを予感させ、西欧的な二元性とは異なった思想基盤が表れている。
1945年に結成されたロシアの弦楽四重奏団である「ボロディン弦楽四重奏団」はボロディンの功労にちなんでいるほか、1954年にはトニー賞のミュージカル作品賞を授与されたが、これはボロディンの数々の作品を改作して創られたミュージカル『キスメット』の成功を評しての受賞であった。

## 主要作品

### オペラ
- 勇者たち
- イーゴリ公（未完）

### 管弦楽曲
- 交響曲第1番 変ホ長調
- 交響曲第2番 ロ短調
- 交響曲第3番 イ短調（未完）
- 交響詩『中央アジアの草原にて』

### 室内楽曲
- スペイン風セレナード ニ短調
- 弦楽四重奏曲第1番 イ長調
- 弦楽四重奏曲第2番 ニ長調

### ピアノ曲
- 小組曲（全7曲）
- 変化のない主題によるパラフレーズ

### 合唱曲
- キリルに栄光あれ、メソディウスに栄あれ（未完）

### 歌曲
- 慈悲深い神
- 間違った音符